# Notanisus richteri
Notanisus richteri är en stekelart som först beskrevs av Girault 1922.  Notanisus richteri ingår i släktet Notanisus och familjen puppglanssteklar. Inga underarter finns listade i Catalogue of Life.